# Дорофей (Возмуйлов)
Епископ Дорофей (Возмуйлов или Возмуйлос; 1733 — 10 октября 1790, Таганрог) — епископ Русской православной церкви, епископ Феодосийский и Мариупольский, викарий Екатеринославской епархии.

## Биография
Родился в 1733 году. По происхождению грек. Подвизался в Иверском монастыре на Афоне.
В 1759 году назначен настоятелем церкви Русского посольства в Константинополе.
В 1765 году становится ректором Греческой коллегии в Венеции.
В 1768 году назначен заведующим войсковым духовенством в Польше. Около 1774 года в Святейшем Синоде возникло дело по обвинению капеллана Российского посольства в Варшаве, иеромонаха Дорофея в неприличной сану и положению жизни. Присланный в св. синод донос обвинял варшавского капеллана в том, что среди весёлого польского общества он забывал свои монашеские обеты: «бывал на всякой бываемой в Варшаве комедии, операх, плясах, фейверках и редутах (раутах?)», вёл азартные игры, и проч., а в довершение всего, стал носить, без всякого на то права, наперсный крест. Расследовать дело был послан иеромонах Виктор (Садковский). 18 февраля 1775 года он вернулся в Могилёв и привёз показания допрошенных под присягой свидетелей, настолько компрометирующие иеромонаха Дорофея, что ему не представлялось уже ни малейшей возможности оставаться более на своём посту. Место Дорофея занял сам следователь Виктор (Садковский)
С 1777 года — архимандрит Цареконстантиновского монастыря Владимирской епархии. В 1779 году перешел в Нежинский Назарет-Богородичный греческий монастырь в Черниговской епархии.
Вследствие обширности Екатеринославской епархии и преобладания в населении её греков, 7 марта 1787 года было учреждено в епархии Феодосийское викариатство, и архимандрит Дорофей 2 мая того же года в присутствии Екатерины II был хиротонисан в епископа Феодосийского.
К пастве его перечислены были все проживавшие в Мариуполе и Таврической области греки. Своим кафедральным храмом епископ Дорофей избрал Церковь во имя Введения во храм Богородицы в Феодосии (этот храм существует и ныне по адресу ул. Красноармейская, 11). Служить святителям было очень тяжело: отсутствие паствы, грамотных священников, знакомых с порядками русского церковного управления, большая ограниченность в средствах. Буквально по крохам восстанавливалась церковная жизнь полуострова.
Императрица Екатерина II лично подарила ему крест и панагию. Скончался 10 октября 1790 года в Таганроге, где и погребён.